# Apta Julia
Apta Julia est une cité romaine qui donna naissance à Apt. Dénommée aussi Apta Julia Vulgientium elle fut construite sur le territoire  des Vulgientes. Celle-ci faisait partie de la fédération des Albiques, avec les Albienses, du Plateau d'Albion, et les Vordenses de Gordes. Cette fédération 
avait fait de l'oppidum de Perréal sa capitale trois siècles avant notre ère,. Cet oppidum fut occupé pendant 200 ans puisque les fouilles menées en 1951 ont mis au jour une habitation datée du Ier siècle av. J.-C.. Ces Vulgientes commerçaient avec Massalia et les Phocéens dont ils étaient devenus les clients, les alliés puis les amis. Un métissage culturel et commercial marqua cette période comme le prouvent des inscriptions gauloises écrites en grec (Apt et Saignon) ainsi que des poteries vinaires grecques découvertes à Perréal.

## Étymologie
Charles Rostaing, spécialiste de la toponymie provençale, suggère comme origine de son nom une racine ligure HATH correspondant à un oronyme (nom de montagne). Depuis plusieurs années déjà l'étymologie d'Apta correspondrait finalement au toponyme antique du bon endroit pour s'arrêter. En effet et jusqu'à présent aucun indice archéologique ne peut confirmer une quelconque présence pré romaine sur le site actuel du centre ancien d'Apt.

## Construction de la Via Domitia
En -120, une mission est confiée par le sénat romain à Domitius Ahenobarbus la réfection de la voie Domitienne (Via Domitia) anciennement appelé par les colons grecs la voie héracléenne. L'entretien de la voirie est réalisé en trois ans. Elle relie Milan à Cadix en passant par les Alpes. Le long de cette voie, les gîtes d’étapes (mansiones) étaient aménagés tous les 30 kilomètres environ (parcours moyen d’une journée), dans les intervalles, tous les 15 kilomètres étaient établis des relais (mutationes) pour le changement d’attelage. Tous les milles (1 480 mètres) la voie était jalonnée de bornes milliaires qui indiquaient les distances par rapport à certaines villes ou cités importantes. Parmi ces mansiones apparaît Aptam qui se trouve entre Cabellionem (Cavaillon) et Catuiaciam (Céreste).

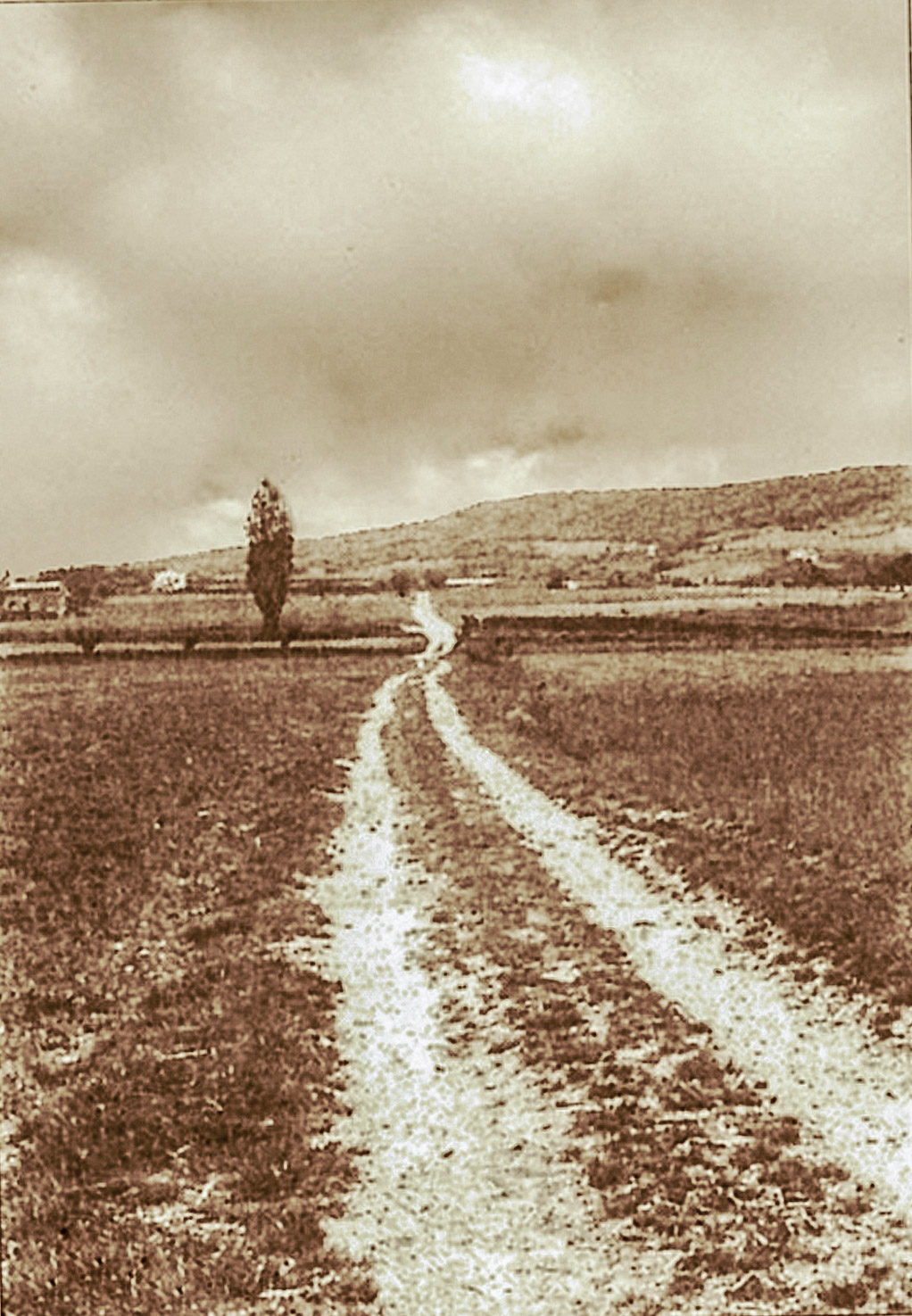
Voie Domitienne entre Apta Julia et les Alpes provençales.
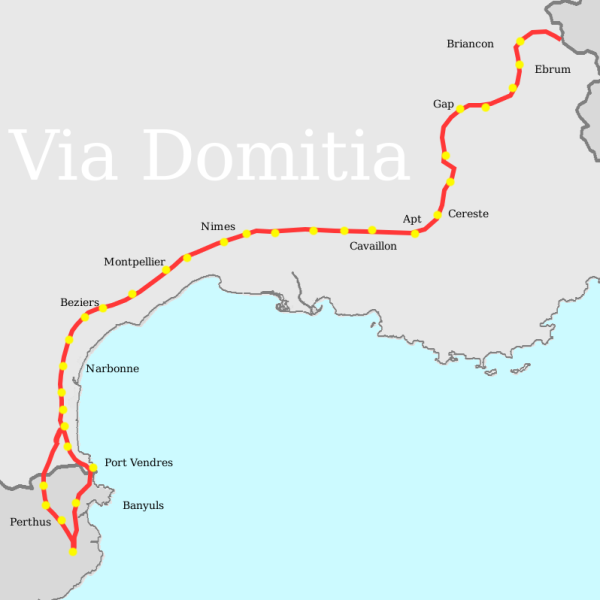
Apt une des principales étapes sur la Via Domitia
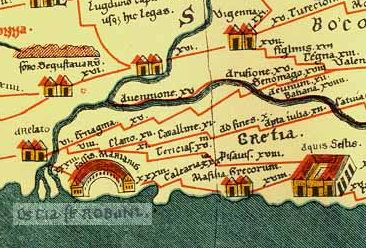
Apta Julia sur la Table de Peutinger

## Jules César fonde Apta Julia

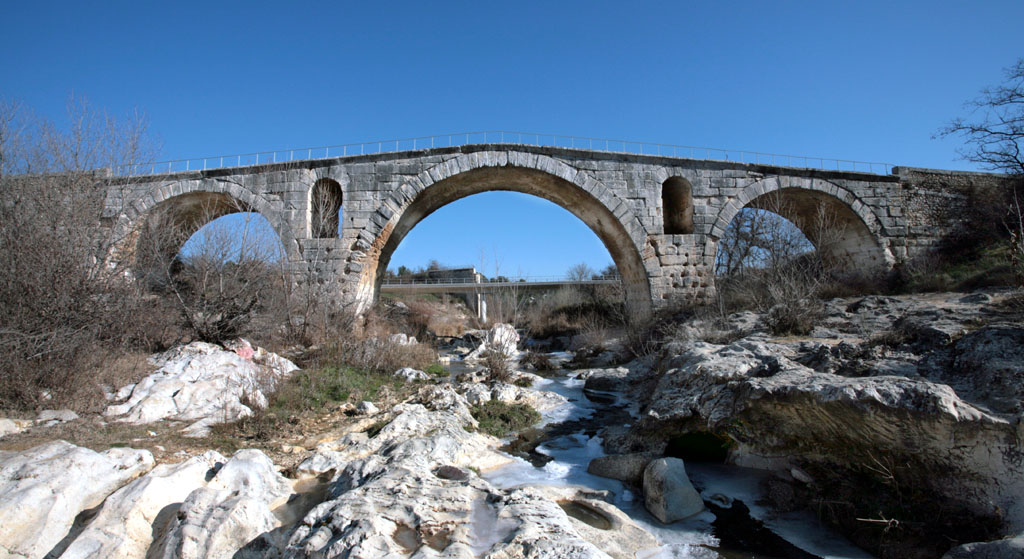
Le Pont Julien qui desservait Apta Julia sur la Via Domitia

Marseille ayant ouvert son port à la flotte de Pompée, les légions de César mirent le siège devant la cité phocéenne. Seuls les Albiques se portèrent au secours des assiégés en -49, la défaite leur valut la destruction de Perréal. Les survivants se réfugièrent à Hath, petit village celto-ligure installé en amont sur une île du Calavon. En -45, l'importance de cette étape, incita les Romains, sur ordre donné par Jules César lui-même au cours du mois d'août, à la fondation de la cité d'Apta Julia  Vulgientis qui fut inscrite dans la tribu Voltina. Sa construction fut achevée en cinq ans. Les fouilles ont identifié un théâtre, un forum, une basilique ainsi que le decumanus maximus et le cardo maximus, toujours visibles. 
Le trafic important sur la voie Domitienne obligea à une réfection en -3. Un certain nombre de bornes milliaires furent alors marquées au nom d'Auguste. Près d'Apta Julia, commença la construction du pont Julien sur le Calavon pour faciliter et sécuriser le passage. Toujours intact, il comporte trois arches et mesure 68 mètres de long sur 4,25 de large et a 14 mètres dans sa plus grande hauteur. En l'an 22, Auguste donna à la cité le statut de colonie de Droit Latin. Son marché hebdomadaire joua dès lors un rôle important dans son développement. Bientôt, elle s'étendit sur 22 à 23 hectares et ses habitants intra muros ont été estimés entre 5 500 et 6 000 habitants.

## Apta Julia, cité de la Narbonnaise

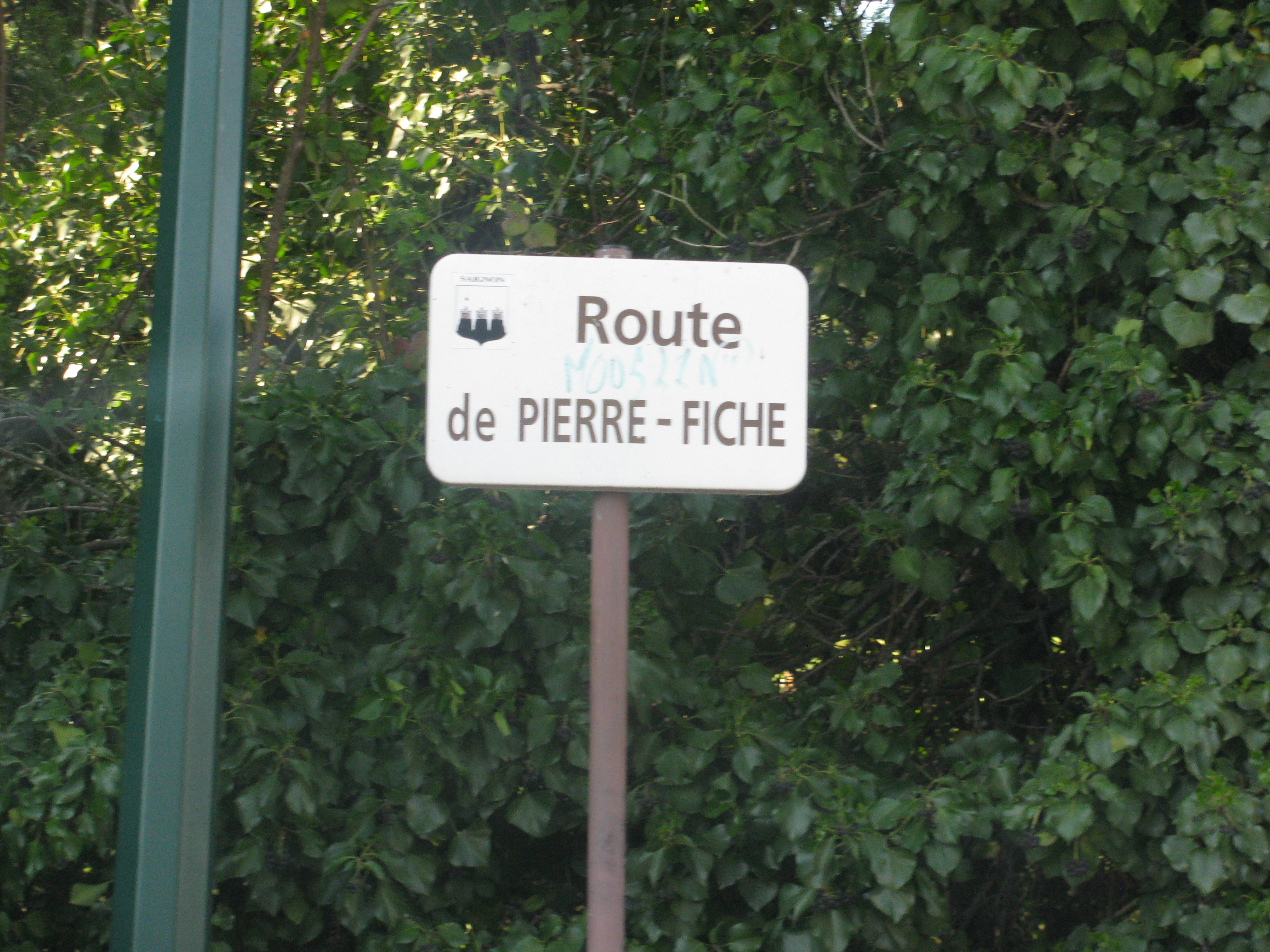
Route de Pierrefiche à Apt

Au cours des années 121 et 122, dans la Provincia où il séjournait, l’empereur Hadrien visite Vaison, « urbs opulentissima », Orange, Avignon et Apt. C'est dans cette dernière cité qu'il choisit un nouveau secrétaire, Fronton, qu’il va ramener à Rome. Ce « grand honnête homme » revint mourir à Apta Julia en 175. En 266, un acte capitulaire indique qu’un synode aurait pu se tenir à Arles sous la présidence de son évêque Marciannus, avec la participation des évêques Auspice d'Apt et Valentinus de Carpentras. L’acte est très certainement apocryphe.
À la fin du XVIIe siècle, la chartreuse de Saint-André-de-Ramières reçut en dépôt une inscription funéraire gallo-romaine à la mémoire d'Orbia Maximillia, flamine du temple d'Auguste à Apta Julia. Cette plaque épigraphe avait été découverte en 1684, sur la Voie Domitienne descendant de Céreste vers la vallée du Calavon, près du lieu-dit Pierrefiche, et était surmontée d'un obélisque. D'après Joseph-François de Rémerville, elle avait été d'abord entreposée à l'abbaye de Sainte-Eusèbe ou dans son prieuré Saint-Donat à Saignon.
Les grandes invasions atteignent le pourtour méditerranéen de l'Empire. En 270, les Alamans envahissent la Gallia qu’ils vont mettre à feu et à sang pendant une décennie. Puis la horde se tourne vers la Provincia où Vaison, Apt et Glanum sont ruinés après son passage. Leur déferlement se suit encore dans la toponymie des lieux où ils ont fait souche :
- Alpes-de-Haute-Provence : Allemagne-en-Provence[12], Les Allemands (hameau de Barcelonnette)[12].
- Bouches-du-Rhône : Lamanon[13].
- Drôme : Les Allamands (hameau de Montmiral)[12].
- Vaucluse : Les Allemands (hameau de Gigondas)[12], Les Allemands (hameau de Saint-Saturnin-d'Apt)[12].

Ce fut au cours de cette période que fut enseveli, lors d'un incendie, le Trésor d'Apt, la plus grande collection d'objets en bronze après celle de Pompei. Elle se compose d'une trentaine de pièces : cruches, situles, cuves, bassins, etc. La plus grande partie de ces objets eut une fonction vinaire, gastronomique ou cultuelle. Un des bassins, notamment, avec ses bords côtelés, ressemble à une tasse à vin, ancêtre du tastevin. L'ensemble, qui fut découvert lors du creusement d'un puits dans le quartier de la Bouquerie, en 1886, fait aujourd'hui partie des collections du Musée Calvet.

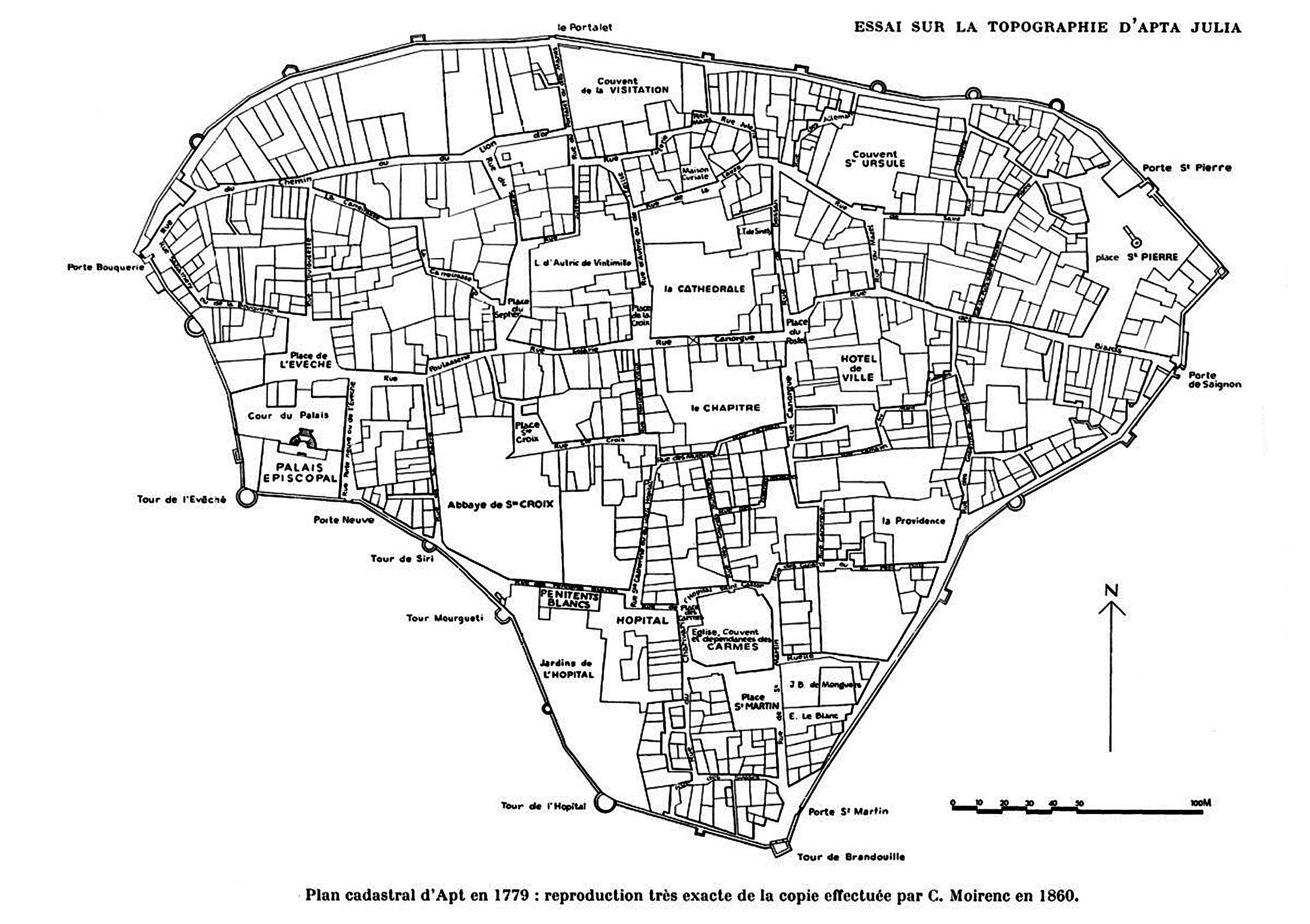
Carte d'Apta Julia
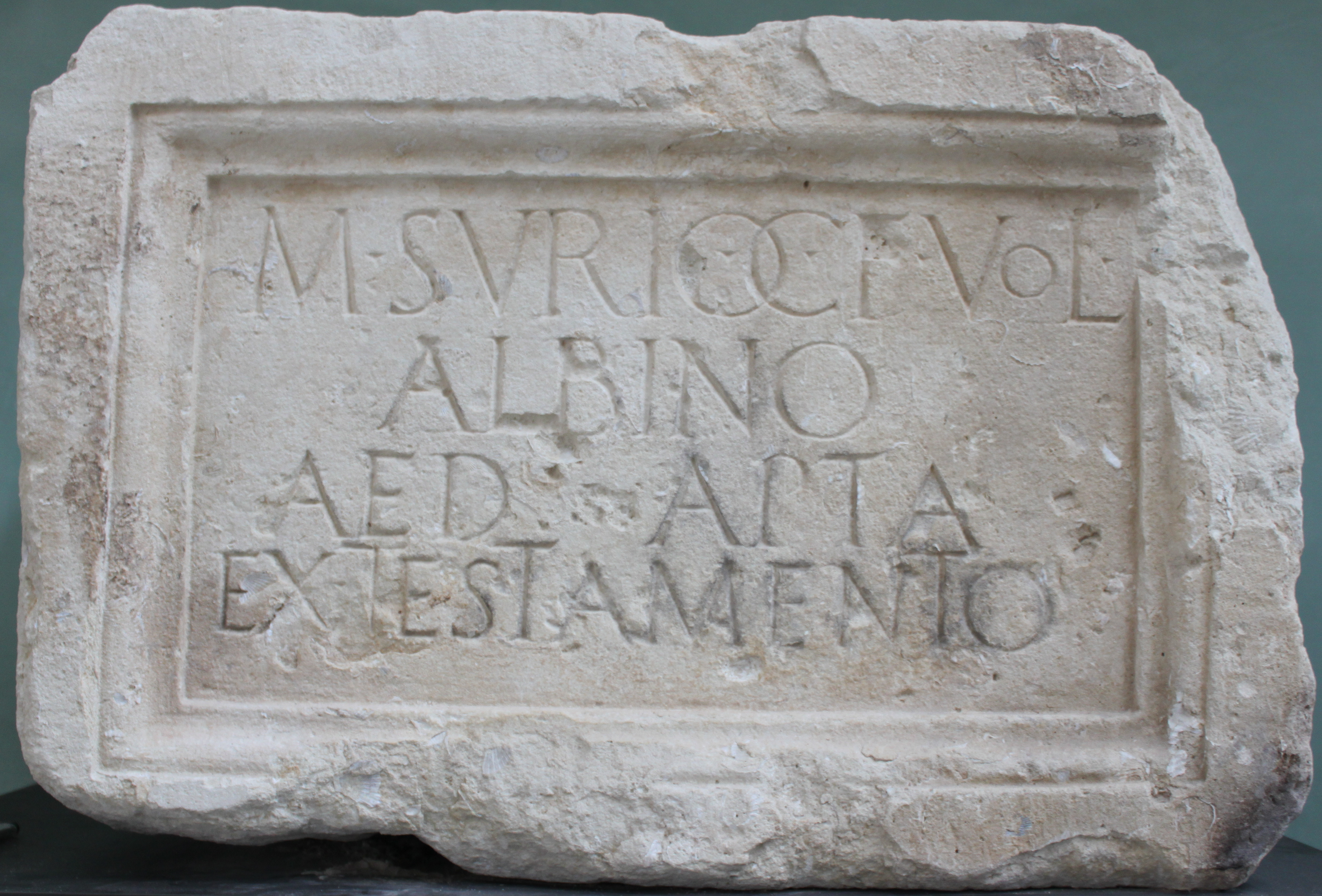
Inscription funéraire sur pierre, épitaphe de Marcus Surius Albinus, édile d’Apt. Texte latin : « M(arco) Surio C(aii) f(ilio) Vol(tinia tribu) / Albino, / aed(ili) Apta / ex testamento. » Traduction française : « À Marcus Surius Albinus, fils de Caius, inscrit dans la tribu Voltinia, édile d’Apt, en exécution du testament. » Références : CIL XII, 707
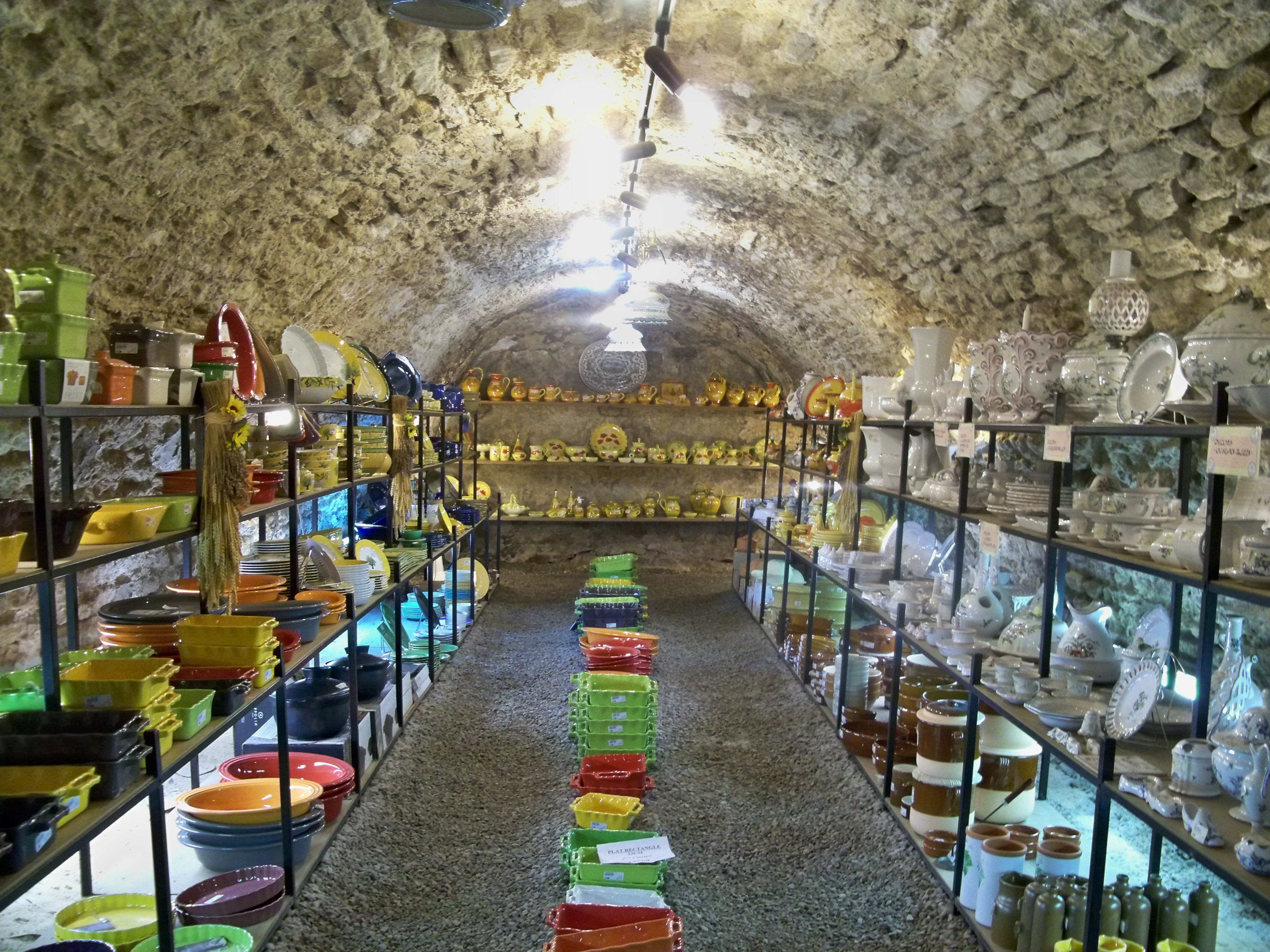
Cave gallo-romaine au même niveau que la crypte de la cathédrale

## Christianisation duPagus Aptensis

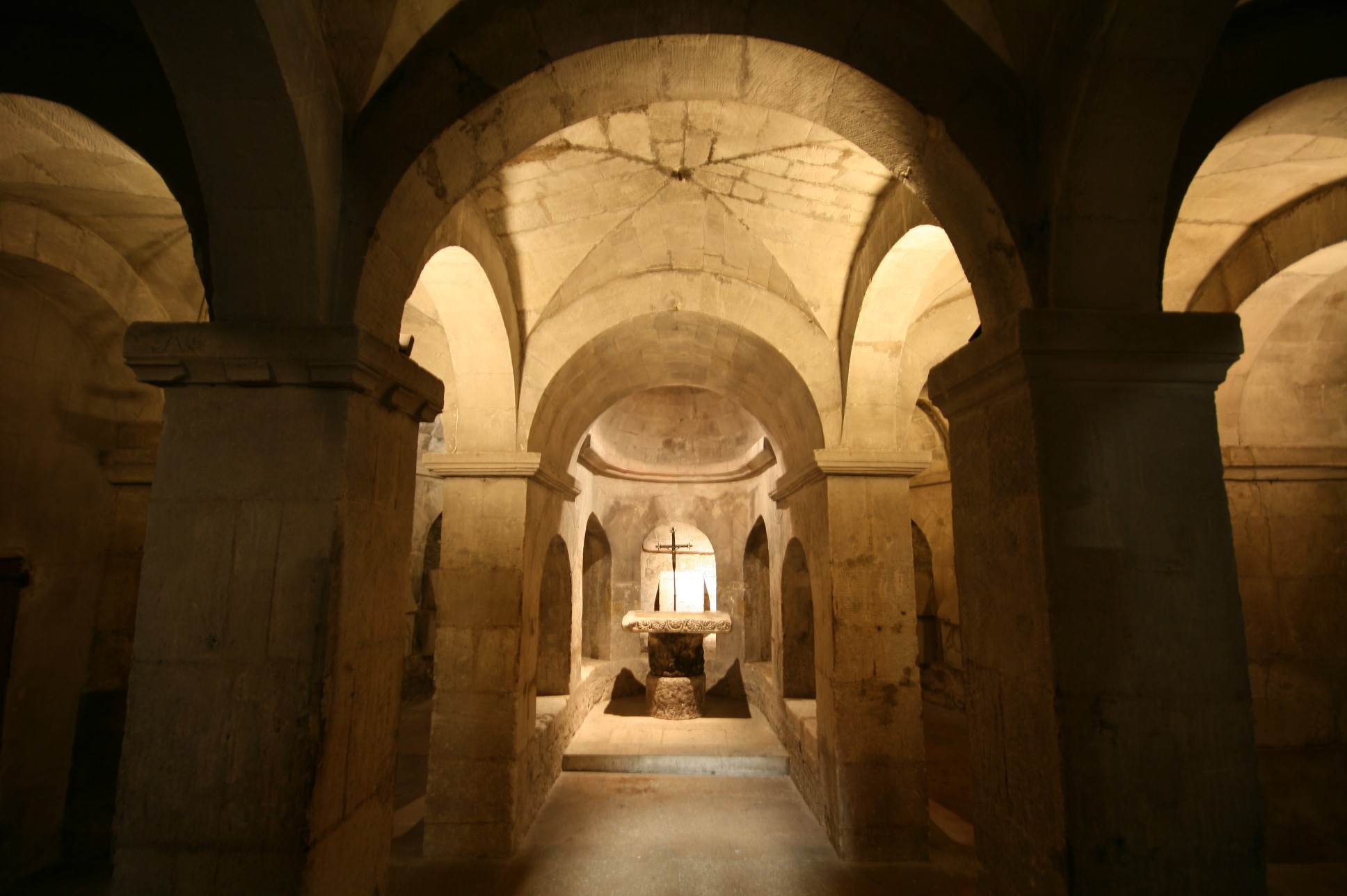
Crypte supérieure de la cathédrale Sainte-Anne d'Apt

En 314 se tint le concile d'Arles présidé par son évêque Marinus. Ce premier concile de la partie occidentale de l'Empire se déroula, très certainement, dans l'ecclesia publica édifiée sur l’acropole, au quartier de l’Auture. Les pères conciliaires vinrent de Gaule, de Germanie, de l'île de Bretagne, d'Italie et de l'Espagne. Un certain nombre d'évêques se firent représenter par leurs diacres, ce fut le cas de celui d'Apt qui envoya le prêtre Romanus et l'exorciste Victor. C'est la première preuve certaine d'une christianisation effective dans le Pagus Aptensis, le pays d'Apt. Ce qui vaudra à son diocèse la qualité de premier suffrageant de la Narbonnaise seconde,.
Le christianisme étant devenu religion reconnue par l'Empire, celui s'afficha ouvertement. En 394 eut lieu un concile à Nîmes auquel assista Octavius, évêque d'Apt, le premier évêque historique d'Apta Julia. Un an plus tard, la préfecture des Gaules fut transférée de Trèves, où l'évêque Félix était considéré comme schismatique, à Arles.
Aux alentours de l'an 395, une personnalité chrétienne de la cité fut inhumée dans un sarcophage en marbre des Pyrénées, qui a été retrouvé dans la nécropole hors les murs de la Marguerite (route des Alpes). Sur sa face principale le Christ imberbe portant la croix est entouré, à gauche, de Sixte et, à droite, d'Hyppolite, tous deux revêtus du pallium. Une inscription précise IESUS, SUSTUS, HYPPOLITUS. Les trois personnages sont séparés par des panneaux rectangulaires à strigiles. Sur les côtés, les quatre Évangélistes présentent un pain, symbole eucharistique et sur la face postérieure a été sculpté un motif décoratif en forme d’écailles.